# Parc Provincial des Grandes Fougères
Der Parc Provincial des Grandes Fougères (deutsch: Provinzpark der Adlerfarne) ist ein Naturpark in der Südprovinz des französischen Überseegebiets Neukaledonien.

## Geographie
Der 4535 ha große Park liegt etwa in der Mitte der Hauptinsel Grande Terre in der zentralen Bergkette. Er erstreckt sich über die Gemeinden Farino, Moindou und Sarraméa auf einer Höhe von 400 m bis 700 m und verfügt über 40 km gekennzeichnete Wander-, Mountainbike- und Reitwege.

## Geschichte
Der Park wurde 2008 gegründet, um die Ökosysteme zu schützen, und wurde zunächst von den drei Gemeinden und der Südprovinz verwaltet, die zuvor einen gemeinsamen Zweckverband gebildet hatten. Seit dem 1. Januar 2022 unterliegt er allein der Verwaltung der Südprovinz. Seitdem haben die drei Bürgermeister nur noch eine beratende Funktion. Im Mai 2022 stellte die Provinzregierung 600 Millionen CFP-Francs für den Ausbau der Infrastruktur zur Verfügung, u. a. für ein Arboretum, einen Baumkronenpfad und mehrere Seilrutschen, die im August 2024 eröffnet wurden.

## Flora und Fauna
Er ist zu 90 % von tropischem Regenwald bedeckt und beherbergt rund 500 Pflanzenarten, die zu 70 % endemisch sind. Eine Besonderheit stellen die Adlerfarne dar, die hier eine Höhe von über 20 m erreichen. Aufgrund des Artenreichtums der Vögel, wurde er von der Organisation BirdLife International als  „Zone Importante pour la Conservation des Oiseaux“ („Wichtige Vogelschutzzone“) gelistet. Zu den endemischen Vogelarten im Park gehören der Hornsittich, die Riesenfruchttaube, die Spaltschwingentaube, der Neukaledonienbuschsänger (Megalurulus mariei) und vor allem der Nationalvogel Kagu. 2017 zählte man davon rund 1500 Exemplare im Park, ein Jahr später war die Zahl jedoch auf 500 gesunken. Der Ornithologe Jörn Theuerkauf machte zwei Hunde für die starke Dezimierung verantwortlich. Bis 2024 stieg ihre Anzahl wieder auf rund 1000. Außerdem wurden im Park 14 Echsenarten gesichtet. Die invasiven Mähnenhirsche und Wildschweine sind zur Jagd freigegeben.